# Bonet (gâteau)
Pour les articles homonymes, voir Bonet.
Le bonèt (/bʊ'nɛt/) est un flan typique du Piémont en Italie à base d'œuf, de sucre, de lait, d'alcool (habituellement du rhum) et d'amaretti. Il peut parfois contenir du chocolat ou du cacao.

## Étymologie
L'étymologie du nom est incertaine et différentes versions en sont données.
En piémontais, le terme bonèt désigne un chapeau ou un béret plus ou moins rond, dont la forme rappelle celle du moule dans lequel on fait cuire le flan. En fait, le moule en cuivre dans lequel on faisait cuire les flans et crèmes était appelé bonet ëd cusin, littéralement chapeau de cuisine - c'est-à-dire la toque de cuisinier - et le dessert prit donc le nom de l'ustensile. Cette étymologie est celle donnée par le dictionnaire piémontais/italien de Vittorio Sant'Albino en 1859.
Une autre interprétation diffuse dans les Langhe, explique que le nom vient du tout simplement du chapeau car le flan était servi à la fin des repas. Comme on met son chapeau avant de quitter le repas, on mangeait le bonèt juste avant de terminer le déjeuner ou le dîner.

## Préparation
Le bonèt est préparé avec une recette semblable à celle de la crème caramel.
On bat à froid des œufs, du lait, du sucre, des amaretti, du rhum et éventuellement du cacao. On place sur le feu le moule dans lequel on prévoit de faire cuire le flan et on y verse du sucre afin de caraméliser le fond et les parois du récipient. On y transvase le mélange de lait et d'œuf et on fait cuire au bain-marie jusqu'à ce que le mélange prenne. On laisse ensuite refroidir afin de déguster l'entremets froid.
Il existe 2 recettes de bonèt :
- la préparation traditionnelle, moins fréquente de nos jours, dite alla monferrina ne contient ni cacao ni chocolat, mais est constituée seulement d'œufs, lait, sucre et amaretti. Divers documents des cours piémontaises décrivent cette même préparation à la table des banquets dès le XIIIe siècle.
- l'arrivée de nouveaux ingrédients, en provenance des colonies d'Amérique du Sud, donne naissance à la variante au chocolat plus fréquente de nos jours. Dans cette version, on ajoute fréquemment une décoration d'amaretti entiers sur le dessus de l'entremets. Enfin la présence d'amandiers et de noisetiers dans le Piémont a elle aussi contribué à l'enrichissement de ce dessert. En effet dans certaines versions régionales on sert le bonèt accompagné de biscuits à la noisette en lieu et place des amaretti (à l'amande)[1].

D'autres recettes préconisent l'ajout de café, de cognac à la place du rhum, et des noisettes de type tonda gentile delle Langhe dont le Piémont est producteur et exportateur.